# مايك شابمان
مايك شابمان (بالإنجليزية: Mike Chapman)‏ هو منتج أسطوانات وملحن ومغن مؤلف وعازف قيثارة أسترالي، ولد في 13 أبريل 1947 في Nambour ‏ في أستراليا.

## وصلات خارجية
- مايك شابمان على موقع IMDb (الإنجليزية)
- مايك شابمان على موقع ميوزك برينز (الإنجليزية)
- مايك شابمان على موقع أول ميوزيك (الإنجليزية)
- مايك شابمان على موقع ديسكوغز (الإنجليزية)
- مايك شابمان على موقع قاعدة بيانات الفيلم (الإنجليزية)